# Crawford Palmer
Henry Crawford Palmer (Ithaca (Nova Iorque), 14 de setembro de 1970) é um ex-basquetebolista profissional franco-americano que atualmente está aposentado. Jogou pela Seleção Francesa de Basquetebol entre os anos de 1998 e 2002 e fez parte da campanha que resultou na Medalha de Prata nos Jogos Olímpicos de Verão de 2000 em Sydney
Jogou na NCAA pela Universidade de Duke e foi campeão universitário na temporada 1990-1991 sob a batuta de Mike Krzyzewski, hoje técnico da Seleção Estadunidense..